# Wardarina melancholica
Wardarina melancholica là một loài ruồi trong họ Tachinidae.